# سانگول
سانگول (به انگلیسی: Sangole) یک منطقهٔ مسکونی در هند است که در بخش سولاپور واقع شده‌است. سانگول ۲۸٬۱۱۶ نفر جمعیت دارد.